# Kolbenova (stanice metra)
Kolbenova (zkratka KL) je stanice metra v Praze, otevřená roku 2001, součást úseku linky "B", označovaného jako IV.B. Původní název stanice mohl být Fučíkova (podle tehdejší ulice Fučíkova ve Vysočanech), nakonec byl tento název použit na lince "C" pro stanici s dnešním názvem Nádraží Holešovice. Po revoluci byl pracovní název ČKD.

## Charakter stanice
Stanice je podzemní (26 m hluboko), ražená, trojlodní se zkrácenou střední lodí (46 m dlouhá), jedním eskalátorovým tunelem vedeným do povrchového vestibulu. Jedná se o klasickou stanici pražského typu se sedmi páry prostupů. Cestujícím se sníženou pohyblivostí je k dispozici i výtah. Kolbenova je jednou z nejméně využitých stanic (spolu s Radlickou a Jinonicemi). Její nástupiště je dlouhé 103,5 m, celá stanice pak 192 m. Obklad prostoru nástupiště tvoří bílé, modré a žluté smaltované plechy.
Ze stanice vychází dlouhá stavebně-ventilační štola, která ústí do výdechového objektu poblíž říčky Rokytky.

### Vestibul
Povrchový vestibul byl navržen do původní masivní železobetonové konstrukce, která měla sloužit jako přízemí osmipodlažního objektu. Tato konstrukce tedy zůstala zachována, vestavěny byly pouze nutné součásti, které jsou pro stanici metra potřebné a přidána lehce působící fasáda. Severní strana celého objektu je prosklená, ostatní jsou obložené nerezovými prvky; na stropě je ponechán holý beton.

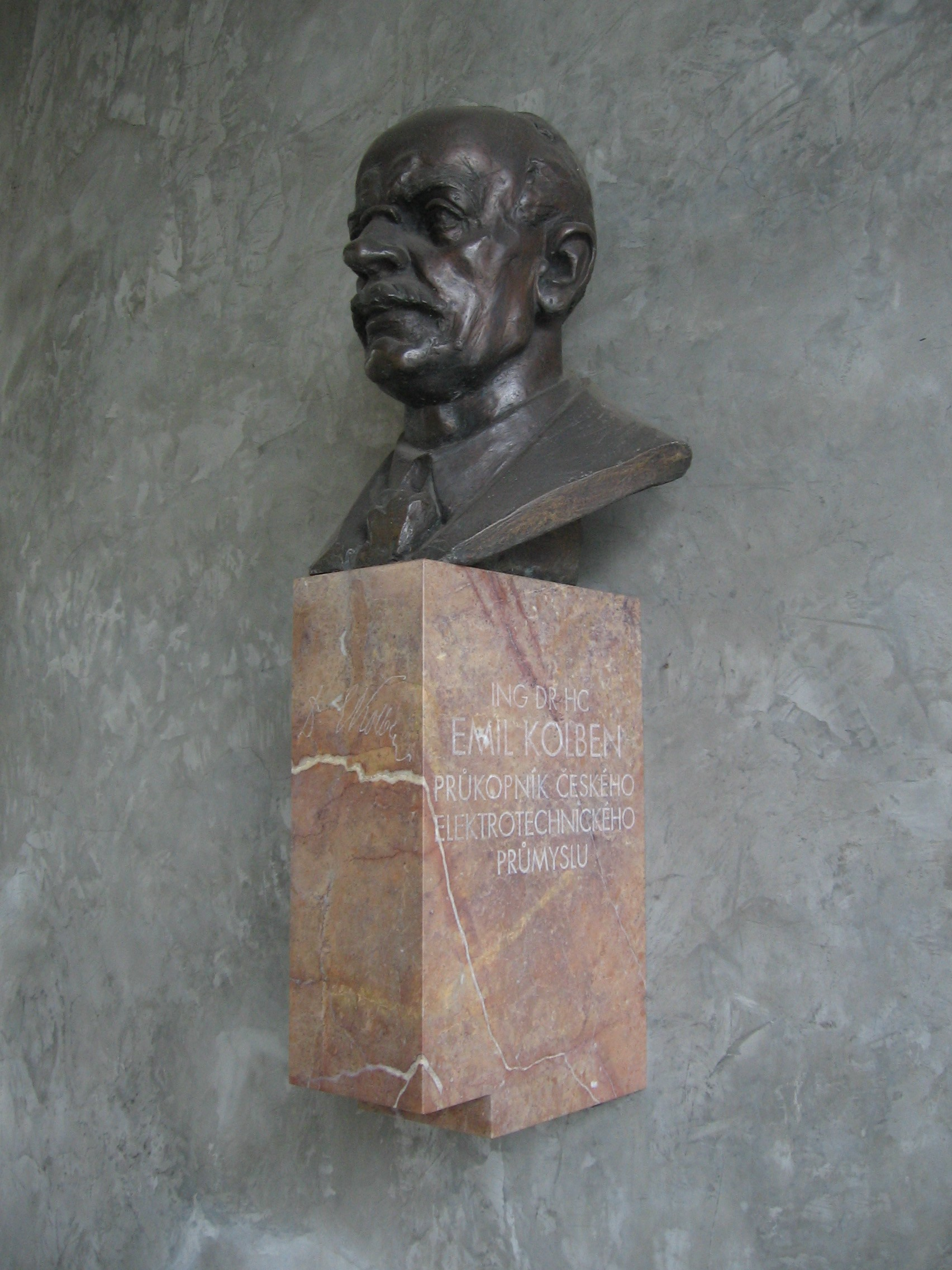
Busta Emila Kolbena (odcizena v červenci 2013)

## Výstavba
S výstavbou Kolbenovy se začalo, stejně jako s celým úsekem IV. B. v roce 1991. Tehdy byla stanice navržena, ještě s názvem ČKD, primárně pro zaměstnance nedalekých závodů stejnojmenné společnosti. Časy se ale změnily a firma nakonec zkrachovala. Význam této stanice pro celý rozestavěný úsek poklesl, takže když se nakonec ukázalo, že není možné dobudovat úsek do listopadu 1998 celý, zastavily se dočasně stavební práce právě na této stanici metra. Vlaky jí tak ještě následující tři roky pouze projížděly. Stanice byla v této době ještě dále od dokončení než sousední Hloubětín. Kolbenova slouží veřejnosti od 8. června roku 2001 a jejího otevření se účastnil i vnuk podnikatele, po němž byla pojmenována – po Emilu Kolbenovi, zakladateli ČKD.